# Tour Challenge (кёрлинг)
Tour Challenge, в настоящее время называемый HearingLife Tour Challenge (по названию титульного спонсора), — это коммерческий турнир по кёрлингу, который является одним из шести соревнований, входящих в Большой шлем по кёрлингу. Введен в состав турниров Большого шлема, начиная с сезона 2015–16.
Турнир состоит из двух Лиг, в каждой принимают участие 16 мужских и 16 женских команд.
16 команд разделены на четыре группы по четыре команды. Команды проводят четыре матча (по одному с каждой командой из соседней группы). Восемь лучших из общего рейтинга всех команд выходят в плей-офф по Олимпийской системе.
16 лучших команд рейтинга Всемирной федерации кёрлинга квалифицируются на турнир Лиги 1, а следующие 16 команд квалифицируются на турнир Лиги 2. Команда-победитель турнира Лиги 2 получает право на участие в другом турнире Большого шлема – Canadian Open.

## Победители

### Лига 1

#### Мужчины
| Год  | Победитель                                                       | Финалист                                                                   | Место                             | Призовой фонд (CAD) |
| ---- | ---------------------------------------------------------------- | -------------------------------------------------------------------------- | --------------------------------- | ------------------- |
| 2015 | Кевин Куи, Кеннеди, Марк, Брент Лэинг, Бен Хеберт                | Брэд Гушу, Марк Николс, Бретт Галлант, Уокер, Джефф                        | Paradise, Ньюфаундленд и Лабрадор | $100 000            |
| 2016 | Никлас Эдин, Эрикссон, Оскар, Расмус Врано, Кристофер Сундгрен   | Смит, Кайл, Томас Мюрхед, Кайл Уодделл, Кэмерон Смит                       | Кранбрук, Британская Колумбия     | $100 000            |
| 2017 | Брэд Гушу, Марк Николс, Бретт Галлант, Уокер, Джефф              | Стеффен Вальстад, Маркус Снёве Хёйберг, Магнус Недреготтен, Магнус Вогберг | Реджайна, Саскачеван              | $100 000            |
| 2018 | Брэд Джейкобс, Райан Фрай, Эрик Харнден, Райан Харнден           | Брендан Боттчер, Даррен Молдинг, Брэдли Тиссен, Каррик Мартин              | Тандер-Бей, Онтарио               | $100 000            |
| 2019 | Брэд Джейкобс, Кеннеди, Марк, Эрик Харнден, Райан Харнден        | Брэд Гушу, Марк Николс, Бретт Галлант, Уокер, Джефф                        | Westville Road, Новая Шотландия   | $120 000            |
| 2020 | Отменен                                                          | Отменен                                                                    | Отменен                           | Отменен             |
| 2021 | Отменен                                                          | Отменен                                                                    | Отменен                           | Отменен             |
| 2022 | Никлас Эдин, Эрикссон, Оскар, Расмус Врано, Кристофер Сундгрен   | Мэттью Данстон, Би Джей Ньюфелд, Колтон Лотт, Райан Харнден                | Гранд-Прери, Альберта             | $120 000            |
| 2023 | Жоэль Реторна, Амос Мозанер, Себастьяно Арман, Маттия Джованелла | Брендан Боттчер, Кеннеди, Марк, Бретт Галлант, Бен Хеберт                  | Ниагара-Фолс, Онтарио             | $175 000            |
| 2024 | Брюс Моуэт, Грант Харди, Бобби Лэмми, Хэмми Макмиллан            | Брэд Гушу, Марк Николс, Эрик Харнден, Джефф Уокер                          | Шарлоттаун, Остров Принца Эдуарда | $175 000            |

#### Женщины
| Год  | Победитель                                                                | Финалист                                                              | Место                             | Призовой фонд (CAD) |
| ---- | ------------------------------------------------------------------------- | --------------------------------------------------------------------- | --------------------------------- | ------------------- |
| 2015 | Сильвана Тиринцони, Мануэла Зигрист, Эстер Нойеншвандер, Марлене Альбрехт | Рейчел Хоман, Эмма Мискью, Джоанн Кортни, Лиза Уигл                   | Paradise, Ньюфаундленд и Лабрадор | $100 000            |
| 2016 | Валери Свитинг, Лори Олсон-Джонс, Дана Фергюсон, Рашель Браун             | Мишель Энглот, Кейт Кэмерон, Leslie Wilson-Westcott, Raunora Westcott | Кранбрук, Британская Колумбия     | $100 000            |
| 2017 | Валери Свитинг, Лори Олсон-Джонс, Дана Фергюсон, Рашель Браун             | Анна Хассельборг, Сара Макманус, Агнес Кнохенхауэр, София Мабергс     | Реджайна, Саскачеван              | $100 000            |
| 2018 | Рейчел Хоман, Эмма Мискью, Джоанн Кортни, Лиза Уигл                       | Трэйси Флёри, Селена Ньегован, Лиз Файф, Кристин Маккуиш              | Тандер-Бей, Онтарио               | $100 000            |
| 2019 | Анна Хассельборг, Сара Макманус, Агнес Кнохенхауэр, София Мабергс         | Керри Эйнарсон, Валери Свитинг, Шэннон Бёрчард, Бриан Харрис          | Westville Road, Новая Шотландия   | $120 000            |
| 2020 | Отменен                                                                   | Отменен                                                               | Отменен                           | Отменен             |
| 2021 | Отменен                                                                   | Отменен                                                               | Отменен                           | Отменен             |
| 2022 | Рейчел Хоман, Трэйси Флёри, Эмма Мискью, Сара Уилкс                       | Керри Эйнарсон, Валери Свитинг, Шэннон Бёрчард, Бриан Харрис          | Гранд-Прери, Альберта             | $120 000            |
| 2023 | Джонс, Дженнифер, Karlee Burgess, Emily Zacharias, Lauren Lenentine       | Кейтлин Лоус, Селена Ньегован, Джоселин Петерман, Кристин Маккуиш     | Ниагара-Фолс, Онтарио             | $175 000            |
| 2024 | Керри Эйнарсон, Валери Свитинг, Дон Макьюэн, Кристин Карвацки             | Рейчел Хоман, Трэйси Флёри, Эмма Мискью, Сара Уилкс                   | Шарлоттаун, Остров Принца Эдуарда | $175 000            |

### Лига 2

#### Мужчины
| Год  | Победитель                                                             | Финалист                                                                   | Призовой фонд (CAD) |         |
| ---- | ---------------------------------------------------------------------- | -------------------------------------------------------------------------- | ------------------- | ------- |
| 2015 | Джим Коттер, Ryan Kuhn, Тайрел Гриффит, Рик Саватски                   | Mark Kean, Bowie Abbis-Mills, Spencer Nuttall, Fraser Reid                 | $50 000             |         |
| 2016 | Greg Balsdon, Jonathan Beuk, David Staples, Scott Chadwick             | Гленн Ховард, Харт, Ричард, David Mathers, Ховард, Скотт                   | $50 000             |         |
| 2017 | Jason Gunnlaugson, Alex Forrest, Ian McMillan, Connor Njegovan         | William Lyburn, Richard Daneault, Jared Kolomaya, Braden Zawada            | $50 000             |         |
| 2018 | Кирк Майерс, Kevin Marsh, Dan Marsh, Dallan Muyres                     | Scott McDonald, Jonathan Beuk, Don Bowser, Scott Chadwick                  | $50 000             |         |
| 2019 | Кори Дропкин, Томас Хауэлл, Марк Феннер, Alex Fenson, Джозеф Поло      | Tanner Horgan, Колтон Лотт, Кайл Дёринг, Tanner Lott                       | $50 000             |         |
| 2020 | Отменён                                                                | Отменён                                                                    | Отменён             | Отменён |
| 2021 | Отменён                                                                | Отменён                                                                    | Отменён             | Отменён |
| 2022 | Кори Дропкин, Эндрю Стопера, Марк Феннер, Томас Хауэлл, Ben Richardson | Aaron Sluchinski, Jeremy Harty, Kerr Drummond, Dylan Webster               | $50 000             |         |
| 2023 | Daniel Casper, Luc Violette, Ben Richardson, Chase Sinnett             | Юсукэ Мородзуми, Юта Мацумура, Рётаро Сюкуя, Масаки Иваи, Косукэ Мородзуми | $60 000             |         |
| 2024 | Rylan Kleiter, Joshua Mattern, Matthew Hall, Trevor Johnson            | Магнус Рамсфьелл, Мартин Сесакер, Бендик Рамсфьелл, Гауте Непстад          | $60 000             |         |

#### Женщины
| Год  | Победитель                                                                  | Финалист                                                            | Призовой фонд (CAD) |         |
| ---- | --------------------------------------------------------------------------- | ------------------------------------------------------------------- | ------------------- | ------- |
| 2015 | Керри Эйнарсон, Селена Ньегован, Лиз Файф, Кристин Маккуиш                  | Эмбер Холланд, Cindy Ricci, Larisa Murray, Debbie Lozinski          | $50 000             |         |
| 2016 | Jacqueline Harrison, Janet Murphy, Stephanie Matheson, Melissa Foster       | Криста Маккарвилл, Кендра Лилли, Эшли Сиппала, Сара Поттс           | $50 000             |         |
| 2017 | Керри Эйнарсон, Селена Ньегован, Лиз Файф, Кристин Маккуиш                  | Челси Кэри, Кэти Овертон-Клэпем, Джоселин Петерман, Лейни Питерс    | $50 000             |         |
| 2018 | Бриар Шваллер-Хюрлиман (4-й), Елена Штерн (скип), Lisa Gisler, Селин Коллер | Саяка Ёсимура, Кахо Онодэра, Анна Омия, Юмиэ Фунаяма                | $50 000             |         |
| 2019 | Ким Мин Джи, Ха Сын Ён, Ким Хе Рин, Ян Тхэ И, Ким Су Джин                   | Jestyn Murphy, Carly Howard, Stephanie Matheson, Grace Holyoke      | $50 000             |         |
| 2020 | Отменён                                                                     | Отменён                                                             | Отменён             | Отменён |
| 2021 | Отменён                                                                     | Отменён                                                             | Отменён             | Отменён |
| 2022 | Clancy Grandy, Kayla MacMillan, Lindsay Dubue, Sarah Loken                  | Jessie Hunkin, Kristen Streifel, Becca Hebert, Dayna Demers         | $50 000             |         |
| 2023 | Ким Ын Джон, Ким Гён Э, Ким Чхо Хи, Ким Сон Ён, Ким Ён Ми                   | Мадлен Дюпон, Матильда Хальсе, Ясмин Ландер, Мю Ларсен, Дениз Дюпон | $60 000             |         |
| 2024 | Christina Black, Джилл Бразерс, Marlee Powers, Karlee Everist               | Саяка Ёсимура, Юна Котани, Кахо Онодэра, Анна Омия, Мина Кобаяси    | $60 000             |         |

## Комментарии
1. ↑  Дон Макьюэн заменила Шэннон Бёрчард, которая восстанавливается после травмы
2. ↑  Запасной Marlee Powers заменила Дженнифер Бакстер